# Helicopsyche haurapango
Helicopsyche haurapango là một loài Trichoptera trong họ Helicopsychidae. Chúng phân bố ở miền Australasia.